# Martin Landau
Pour les articles homonymes, voir Landau.
Martin Landau est un acteur américain, né le 20 juin 1928 à New York et mort le 15 juillet 2017 à Los Angeles.
Sa carrière débute dans les années 1950, avec ses premières apparitions au cinéma, notamment un second rôle dans La Mort aux trousses (1959) d'Alfred Hitchcock. Sa percée professionnelle s'est accompagnée de rôles principaux dans les séries télévisées Mission : Impossible (1966-1969) et Cosmos 1999 (1975-1977).
Martin Landau est nommé deux fois aux Oscars pour ses rôles dans Tucker de Francis Ford Coppola (1988) et Crimes et Délits de Woody Allen (1989). Il remporte l'Oscar du meilleur acteur dans un second rôle ainsi que le Screen Actors Guild et le Golden Globe pour son interprétation de Bela Lugosi dans Ed Wood de Tim Burton (1994). Il est également à l'affiche de Cléopâtre de Joseph L. Mankiewicz (1963), Nevada Smith de Henry Hathaway (1965), The X-Files, le film de Rob Bowman (1998), Sleepy Hollow de Tim Burton (1999)... Il a dirigé la branche hollywoodienne de l'Actors Studio jusqu'à sa mort en juillet 2017.

## Biographie

### Enfance
Martin James Landau est né le 20 juin 1928 dans le quartier de Brooklyn à New York. Issu d'une famille juive américaine, il est le fils de Morris Landau et de Selma Buchman. Pendant la Seconde Guerre mondiale, Morris, un machiniste d'origine autrichienne, se démena pour sauver des griffes nazies  ses proches restés en Europe.
À l'âge de 17 ans, Martin travaille comme dessinateur pour le Daily News, assistant Gus Edson pendant les années 1940 et 1950.

### Carrière
Influencé par Charles Chaplin, et le sentiment d'évasion que l'on trouve dans le cinéma, Martin Landau mène une carrière d'acteur. Après deux sélections aux Oscars pour ses rôles dans les films Tucker en 1988 et Crimes et délits en 1989, il obtient en 1994 un Oscar du meilleur acteur dans un second rôle pour son interprétation de Bela Lugosi dans le film Ed Wood de Tim Burton. Durant la seconde partie de sa carrière, après une transition qui comprend des films de Robert Parrish et Raoul Ruiz et des apparitions dans Arabesque et Matt Houston, des rencontres professionnelles avec Jack Palance et Sean Connery notamment, il brille de nouveau chez Francis Ford Coppola, Woody Allen, Tim Burton, plus tard Ron Howard ou Mark Rydell, donnant la réplique à Robert De Niro, Sharon Stone, Halle Berry, Ellen Burstyn, David Duchovny dans The X-Files, le film, Michael Caine, incarnant Béla Lugosi, Gepetto, et pour la télévision Woodrow Wilson, Abraham et Jacob.[réf. nécessaire]
En 1959, il apparaît dans le troisième épisode de la série anthologique de science fiction La Quatrième Dimension. Il revient en 1964 dans le Cent quarante-neuvième épisode. 
Au cinéma, il s'impose d'emblée comme un brillant second rôle, comme en 1959 dans La Mort aux trousses de Hitchcock où il joue le secrétaire du personnage de Philip Vandamm, joué par James Mason. Il marque également derrière Elizabeth Taylor dans Cléopâtre (1963) et Steve McQueen dans Nevada Smith (1966).

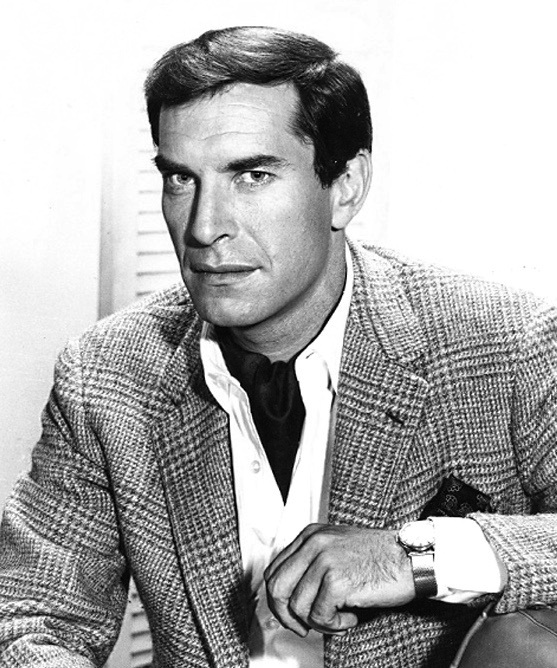
Martin Landau en Rollin Hand dans Mission impossible en 1968.

Il est surtout connu pour son interprétation à partir de 1966 de Rollin Hand, le maître des déguisements, dans la série d'espionnage Mission impossible aux côtés de sa femme Barbara Bain. Il quitte la série en 1969 après la troisième saison. 
Il est confronté ensuite en assassin face à Peter Falk en 1973 dans Columbo. La même année, il tourne avec Bain dans le téléfilm Chantage à Washington réalisé par le jeune Steven Spielberg.
De 1975 à 1977, il tient le rôle du commandant John Koenig dans la série britannique de science-fiction Cosmos 1999. Sa femme de l'époque apparaît de nouveau à ses côtés.
En 1998, il incarne le Dr Alvin Kurtzweil dans les aventures sur grand écran des agents Fox Mulder et Dana Scully, d'après de la série X-Files.
En 1999, il retrouve Tim Burton dans le film Sleepy Hollow. Il incarne également le mafieux Joseph Bonanno dans le téléfilm Bonanno: A Godfather's Story. 
En 2009, il prête sa voix au personnage de « 2 », dans le sombre film de science fiction animé Numéro 9, premier long métrage de Shane Acker. Cette production burtonienne reçoit un accueil mitigé malgré sa distribution prestigieuse qui comprend notamment Elijah Wood dans le rôle titre, Jennifer Connelly, Christopher Plummer ou encore John C. Reilly,.

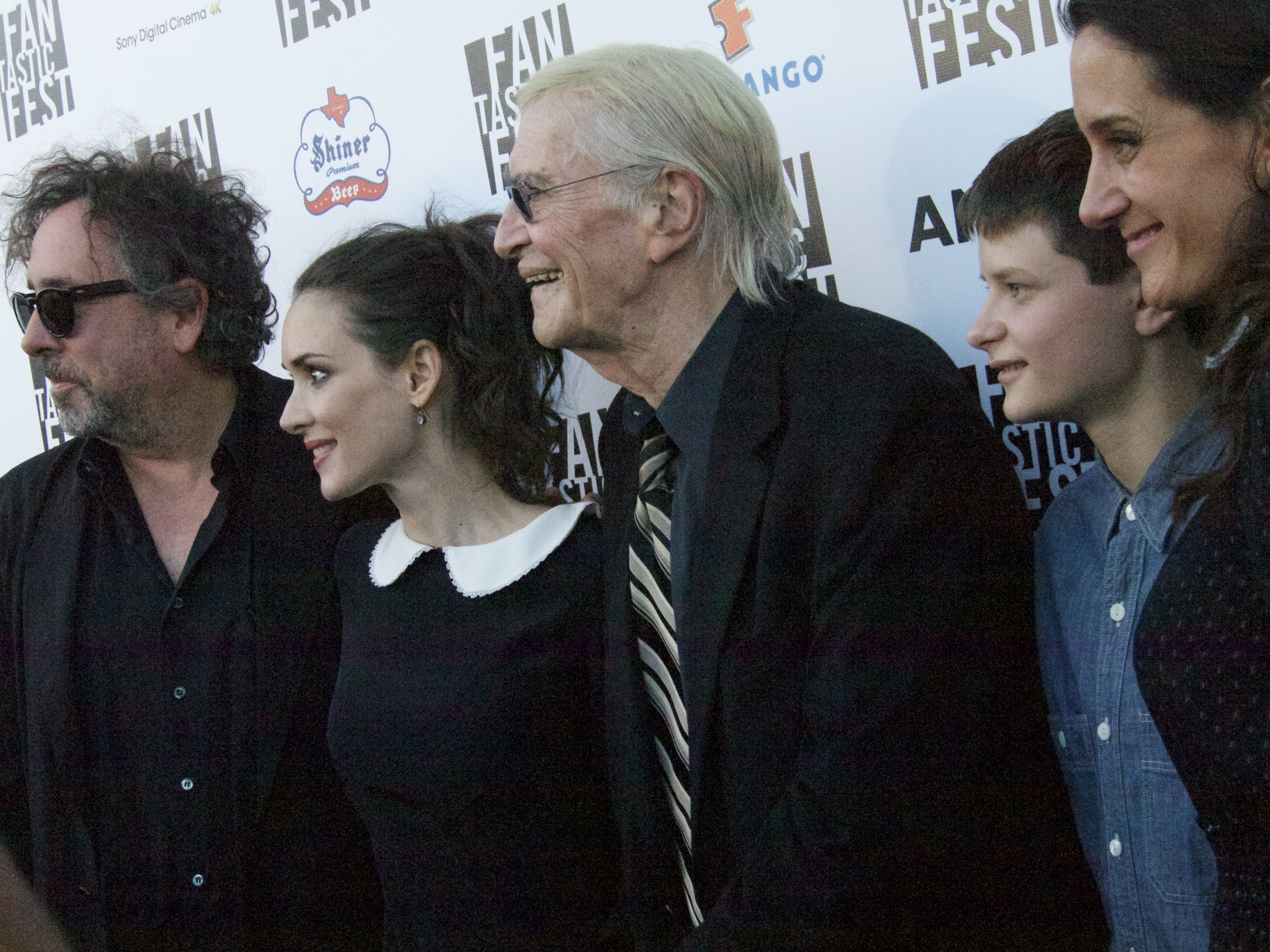
L'acteur en 2012 avec plusieurs membres de l'équipe du film Frankenweenie.

En 2011, il prête sa voix à personnage dans un épisode des Simpson.
En 2012, il retrouve Tim Burton pour les besoins du film d'animation Frankenweenie, adaptation du court métrage réalisé en 1984 par le cinéaste. L'acteur tient le rôle d'un professeur de sciences M. Rzykruski qui éveille la curiosité de ses jeunes élèves. Il discute de son personnage durant la sortie du film : « C’est un excellent professeur, il est passionné et veut transmettre sa passion pour la science à ses élèves, mais hélas il n’est pas du tout diplomatique. Il a une tolérance très réduite pour les crétins, s’emporte vite et à cause de cela, il a dû se faire virer de plusieurs écoles. J’ai reçu le script du film avec une lettre de Tim pour me dire ce qu’il voulait et une photo du personnage. Et Tim m’a précisé que Rzykruski était européen mais pas allemand, ni russe, ni hongrois… Il a donc fallu que je crée un accent générique, je l’ai imaginé venir d’un mystérieux pays nommé la Slobovie, d’ou viennent les « Slobs ». Mais j’adoré faire ce personnage, il fait rire mais quelque part c’est un gars tragique, à la Tchekhov. En plus, il a un rôle important dans Frankenweenie, puisque c’est lui qui montre à Victor les possibilités offertes par l’électricité. Il est le catalyseur de l’histoire ».
En 2015, il joue dans le film Remember d'Atom Egoyan. L'acteur tient le rôle d'un survivant de la Shoah qui informe un autre survivant, incarné par Christopher Plummer, que le commandant de leur camp de concentration est toujours en vie.

### Mort
Martin Landau meurt à Los Angeles à l'âge de 89 ans, le 15 juillet 2017, à la suite d'une hémorragie interne ayant entraîné un choc hypovolémique, alors qu'il était hospitalisé à l'hôpital Ronald Reagan UCLA Medical Center à Los Angeles. Il est inhumé à Elmont (Comté de Nassau, New York) dans le cimetière Beth David, auprès de ses parents.

### Vie privée
Martin Landau a été marié, de 1957 à 1993, avec l'actrice Barbara Bain. Ils ont eu deux filles : l'actrice Juliet Landau et la productrice de films Susan Bain Landau Finch.

## Filmographie partielle

### Cinéma
- 1959 : La Gloire et la Peur (Pork Chop Hill) de Lewis Milestone : le lieutenant Marshall
- 1959 : Un mort récalcitrant (The Gazebo) de George Marshall : A. Wellington Broos, dit "The Duke"
- 1959 : La Mort aux trousses (North by Northwest) d'Alfred Hitchcock : Leonard
- 1962 : Stagecoach to Dancers' Rock de Earl Bellamy : Dade Coleman
- 1963 : Decision at Midnight de Lewis Allen : Nils
- 1963 : Cléopâtre (Cleopatra) de Joseph L. Mankiewicz : Rufio
- 1965 : Sur la piste de la grande caravane (The Hallelujah Trail) de John Sturges : le chef "L'homme-qui-marche-le-dos-courbé"
- 1965 : La Plus Grande Histoire jamais contée (The Greatest Story Ever Told) de George Stevens : Caïphe
- 1966 : Nevada Smith de Henry Hathaway : Jesse Coe
- 1970 : Appelez-moi Monsieur Tibbs (They Call me M. Tibbs) de Gordon Douglas : le révérend Logan Sharpe
- 1970 : Rosolino Paternò soldato de Nanni Loy : Joe Mellone
- 1971 : Les Brutes dans la ville (A Town Called Bastard) de Robert Parrish : le colonel
- 1972 : Gunn la gâchette (Black Gunn) de Robert Hartford-Davis : Capelli
- 1976 : Spécial Magnum (Una Magnum Special per Tony Saitta) d'Alberto de Martino : le docteur George Tracer
- 1979 : Meteor de Ronald Neame : le général Adlon
- 1979 : Danny Travis le justicier (The Last Word) de Roy Boulting : le capitaine Garrity
- 1980 : Terreur extraterrestre (Without Warning) de Greydon Clark : Fred "Sarge" Dobbs
- 1980 : The Return de Greydon Clark : Niles Buchanan
- 1981 : The Being de Jackie Kong : Garson Jones
- 1982 : Dément (Alone in the Dark) de Jack Sholder : Byron "Preacher" Sutcliff
- 1983 : La Nuit du cauchemar (Trial by Terror) de Hildy Brooks : Jay Galen
- 1984 : Access Code de Mark Sobel : le chef de l'organisation criminelle
- 1985 : L'Île aux trésors de Raoul Ruiz : le vieux capitaine
- 1987 : Cyclone de Fred Olen Ray : Basarian
- 1987 : Sweet Revenge de Mark Sobel : Cicero
- 1987 : Empire State de Ron Peck : Chuck
- 1987 : Delta Fever de William Webb : Bud
- 1988 : Tucker (Tucker: The Man and His Dream) de Francis Ford Coppola : Abe Karatz / la voix de Walter Winchell à la radio
- 1988 : Real Bullets de Lance Lindsay : Sallini
- 1988 : Run If You Can de Virginia L. Stone : Curt Malvani
- 1989 : Un intrus dans la ville (Paint It Black) de Tim Hunter : Daniel Lambert
- 1989 : The Neon Empire de Larry Peerce : Max
- 1990 : Crimes et Délits (Crimes and Misdemeanors) de Woody Allen : Judah Rosenthal
- 1990 : The Color of Evening de Steve Stafford : Max Loeb
- 1991 : Firehead de Peter Yuval : l'amiral Pendleton
- 1992 : Hollywood Mistress (Mistress) de Barry Primus : Jack Roth
- 1992 : Société secrète de Richard Danus : Frank McCoy
- 1993 : Sliver de Phillip Noyce : Alex Parsons
- 1994 : Intersection de Mark Rydell : Neal
- 1994 : Ed Wood, de Tim Burton : Béla Lugosi
- 1994 : Time is Money, de Paolo Barzman : Mac
- 1996 : Pinocchio (The Adventures of Pinocchio) de Steve Barron : Gepetto
- 1996 : City Hall de Harold Becker : le juge
- 1996 : The Elevator (en) d'Arthur Borman, Nigel Dick et Rafal Zielinski : Roy Tilden
- 1997 : B*A*P*S de Robert Townsend : Mr. William Blakemore
- 1998 : Les Joueurs de John Dahl : Abe Petrovsky
- 1998 : The X-Files, le film de Rob Bowman : le docteur Alvin Kurtzweil
- 1999 : Sleepy Hollow (Sleepy Hollow), de Tim Burton : Peter Van Garrett
- 1999 : En direct sur Ed TV, de Ron Howard : Al
- 1999 : Pinocchio et Gepetto (The New Adventures of Pinocchio) de Michael Anderson : Gepetto
- 2000 : Ready to Rumble de Brian Robbins : Sal Bandini
- 2000 : Very Mean Men de Tony Vitale : Mr. White
- 2000 : Coup pour coup (Shiner) de John Irvin : Frank Spedding
- 2001 : The Majestic de Frank Darabont : Harry Trimble
- 2003 : Hollywood Homicide de Ron Shelton : Jerry Duran
- 2003 : Wake de Roy Finch : Sebastian Riven âgé
- 2004 : The Aryan Couple de John Daly : Joseph Krausenberg
- 2008 : David & Fatima de Alain Zaloum : Rabbin Schmulic
- 2008 : La Cité de l'ombre de Gil Kenan : Sul
- 2008 : Billy: The Early Years de Robby Benson : Charles Templeton âgé
- 2008 : Harrison Montgomery de Daniel Dávila : Harrison Montgomery
- 2008 : Lovely, Still de Nicholas Fackler : Robert Malone
- 2009 : Numéro 9 de Shane Acker : 2 (voix)
- 2010 : Ivory : Leon Spencer
- 2011 : Mysteria de Lucius C. Kuert : maître d'hôtel
- 2012 : Frankenweenie de Tim Burton : M. Rzykruski (voix)
- 2015 : Entourage de Doug Ellin : Bob Ryan
- 2016 : Remember d'Atom Egoyan : Max Rosenbaum
- 2017 : The Last Poker Game de Howard L. Weiner : Dr Abe Mandelbaum

### Télévision
- 1959-1964 : La Quatrième Dimension (The Twilight Zone) (série télévisée)
  - saison 1, épisode 3 : La Seconde Chance : Dan Hotaling
  - saison 5, épisode 29 : La Chambre de la mort (The Jeopardy Room) : Major Kuchenko
- 1959 : Les Incorruptibles, Pas de cadavre au Mexique : un avocat.
- 1960 : Au nom de la loi (Wanted dead or alive) (série télévisée) - Saison 2, épisode 19 : le monstre
- 1963 : Au-delà du réel (The Outer Limits) (série télévisée) - Saison 1 : épisode 6 et épisode 20
- 1965 : Les Mystères de l'Ouest (The Wild Wild West) (série télévisée) - Saison 1, épisode 11 : le général Grimm
- 1965 : Des agents très spéciaux  (The Man from UNCLE) - Saison 2, épisode 28 : Opération chauve-souris (The Bat Cave Affair)
- 1965 : La Grande Vallée (The Big Valley) - épisode 11 : La Prairie maudite (The Way to Kill a Killer) : Mariano
- 1966-1968 : Mission impossible (Mission: Impossible) (série télévisée) - Saisons 1 à 3 : Rollin Hand
- 1973 : Columbo - Saison 2, épisode 8 : Dexter et Norman Paris
- 1973 : Chantage à Washington (Savage), téléfilm de Steven Spielberg : Paul Savage
- 1975-1976 : Cosmos 1999 (Space: 1999) (série télévisée) - Saisons 1 et 2 : commandant John Koenig
- 1981 : The Harlem Globetrotters on Gilligan's Island (en) : J. J. Pierson
- 1985 : La Cinquième Dimension Saison 1 épisode 11a (Le phare) : James Copper - Gardien du Phare
- 1987 : The Return of the Six-Million-Dollar Man and the Bionic Woman (en) : Lyle Stenning
- 1990 : By Dawn's Early Light : Le Président des États-Unis.
- 1993 : 12 h 01, prisonnier du temps (12:01), de Jack Sholder (téléfilm) : Dr Thadius Moxley
- 1995 : Joseph, de Robert Malcolm Young : Jacob
- 2000 : Au commencement... (In the Beginning) de Kevin Connor (mini-série) : Abraham
- 2004-2009 : FBI : Portés disparus (série télévisée) : Frank Malone (le père de Jack Malone)
- 2006 : The Evidence : Les Preuves du crime (téléfilm) : Dr Sol Goldman
- 2006 : Entourage - Saison 3, épisodes 10 à 12 : Bob Ryan
- 2008 : Entourage - Saison 5, épisode 6 : Bob Ryan
- 2009 : US Marshals : Protection de témoins (In Plain Sight) - Saison 2, épisode 12 : Joseph l'ex-mafieux
- 2011 : The Simpsons The Great Raymondo : Épisode: "The Great Simpsina" Voix
- 2011 : Have a Little Faith de Jon Avnet avec Laurence Fishburne : Albert Lewis
- 2013 : Anna Nicole : Star déchue (Anna Nicole) (téléfilm) : J. Howard Marshall
- 2014 : Warren Jeffs : Le Gourou polygame (Outlaw Prophet: Warren Jeffs) (téléfilm) : Rulon Jeffs

## Récompenses et distinctions
Le 17 décembre 2001, il obtient son étoile sur le Hollywood Walk of Fame (2 187e étoile).

### Récompenses
- Golden Globes 1968 : Meilleur acteur dans une série dramatique pour Mission impossible
- Golden Globes 1989 : Meilleur acteur dans un second rôle pour Tucker
- Kansas City Film Critics Circle Awards 1989 : meilleur acteur dans un second rôle pour Tucker
- Chicago Film Critics Association Awards 1989 : Meilleur acteur dans un second rôle pour Tucker
- CableACE Awards 1991 :  meilleur acteur dans un second rôle dans un téléfilm où une mini-série pour Legacy of Lies
- New York Film Critics Circle Awards 1994 : Meilleur acteur dans un second rôle pour Ed Wood
- Los Angeles Film Critics Association Awards 1994 : Meilleur acteur dans un second rôle pour Ed Wood
- Boston Society of Film Critics Awards 1994 : Meilleur acteur dans un second rôle pour Ed Wood
- National Society of Film Critics Awards 1994 : meilleur acteur dans un second rôle pour Ed Wood
- Society of Texas Film Critics Awards 1994 : meilleur acteur dans un second rôle pour Ed Wood
- Southeastern Film Critics Association Awards 1995 : meilleur acteur dans un second rôle pour Ed Wood
- Screen Actors Guild Awards 1995 : Meilleur acteur dans un second rôle pour Ed Wood
- Oscars 1995 : Meilleur acteur dans un second rôle pour Ed Wood
- Golden Globes 1995 : meilleur acteur dans un second rôle pour Ed Wood
- Saturn Awards 1995 : Meilleur acteur pour Ed Wood
- American Comedy Awards 1995 : meilleur acteur dans un second rôle pour Ed Wood
- Chicago Film Critics Association Awards 1995 : Meilleur acteur dans un second rôle pour Ed Wood
- Dallas-Fort Worth Film Critics Association Awards 1995 : meilleur acteur dans un second rôle  pour Ed Wood
- Kansas City Film Critics Circle Awards 1995 : meilleur acteur dans un second rôle pour Ed Wood

### Nominations
- Primetime Emmy Awards 1967 : Meilleur acteur dans une série télévisée dramatique pour Mission impossible
- Primetime Emmy Awards 1968 : Meilleur acteur dans une série télévisée dramatique pour Mission impossible
- Primetime Emmy Awards 1969 : Meilleur acteur dans une série télévisée dramatique pour Mission impossible
- New York Film Critics Circle Awards 1988 : meilleur acteur dans un second rôle pour Tucker
- Los Angeles Film Critics Association Awards 1988 : meilleur acteur dans un second rôle pour Tucker
- Oscars 1989 : meilleur acteur dans un second rôle pour Tucker
- Los Angeles Film Critics Association Awards 1989 : meilleur acteur dans un second rôle pour Crimes et Délits
- Chicago Film Critics Association Awards 1990 :  meilleur acteur dans un second rôle pour Crimes et Délits
- Oscars 1990 : meilleur acteur dans un second rôle pour Crimes et Délits
- CableACE Awards 1991 : 
  - meilleur acteur dans un second rôle dans un téléfilm où une mini-série pour L'aube de l'apocalypse
  - meilleur acteur dans un téléfilm où une mini-série pour Max et Hélène
- BAFA 1996 : meilleur acteur dans un second rôle pour Ed Wood
- Primetime Emmy Awards 2004 : Meilleur acteur invité dans une série télévisée dramatique pour FBI : Portés disparus
- Primetime Emmy Awards 2005 : Meilleur acteur invité dans une série télévisée dramatique pour FBI : Portés disparus
- Primetime Emmy Awards 2007 : Meilleur acteur invité dans une série télévisée dramatique pour Entourage